# Úrvalsdeild Karla 1921
La Úrvalsdeild Karla 1921 fue la décima edición del campeonato de fútbol islandés. El campeón fue el Fram, que ganó su séptimo título.

## Tabla de posiciones
| Pos. | Equipo          | Pts | PJ | PG | PE | PP | GF | GC | DG |
| ---- | --------------- | --- | -- | -- | -- | -- | -- | -- | -- |
| 1.   | Fram Reykjavik  | 4   | 2  | 2  | 0  | 0  | 10 | 1  | +9 |
| 2.   | Valur Reykjavík | 2   | 2  | 1  | 0  | 1  | 3  | 6  | -3 |
| 3.   | Víkingur        | 0   | 2  | 0  | 0  | 2  | 3  | 9  | -6 |
| 4.   | KR Reykjavik    | 0   | 2  | 0  | 0  | 2  | 3  | 9  | -6 |

Pts = Puntos; PJ = Partidos jugados; PG = Partidos ganados; PE = Partidos empatados; PP = Partidos perdidos; GF = Goles a favor; GC = Goles en contra; DG = Diferencia de gol